# Polybia raui
Polybia raui är en getingart som beskrevs av Joseph Charles Bequaert 1933.
Polybia raui ingår i släktet Polybia och familjen getingar. Utöver nominatformen finns också underarten Polybia raui taeniata.